# Nisipariță
Nisiparița (denumirea științifică Sabanejewia romanica), denumită și nisiparniță, nisipar, râmbițar sau fâță,  este o specie de pește din familia Cobitidae endemic în România. A fost catalogată de zoologul român Mihai C. Băcescu în 1943  și se află pe Lista roșie a IUCN.

## Răspândire
Nisiparița a fost localizată doar pe teritoriul României în râurile: Argeș,Lotru,Olt (în arealul rezervației naturale Valea Oltețului), Mureș, Gilort, Râul Târgului, Cugir, Sebeș și Cerna și în afluenții acestora. Nisiparița preferă apele de munte, repezi, curate, cu temperaturi în jur de 10°C - 18°C și cu fundul nisipos, în care își petrece ascunsă majoritatea timpului .

## Aspect
Nisiparița poate ajunge, ca lungime, până la 12 cm femela și 10,5 cm masculul. Are corpul cilindric, pielea este subțire, aproape transparentă. Pe spate și laterale este colorată în tonuri de la maro până la galben cu pete brun închise iar pe partea abdominală este alb-gălbui cu reflexii argintii. Capul este ascuțit, cu gura mică și șase mustăți lungi. Prezintă un spin frontal lung și subțire cu două vârfuri apropiate.

## Alimentație
Nisiparița se hrănește cu insecte, crustacei mici, larve, moluște și  viermi.

## Importanță economică
Nu are importanță industrială, din punct de vedere alimentar. Unii pescari folosesc exemplarele speciei respective drept momeală de  pescuit pentru capturarea altor pești, precum păstrăvul, cleanul etc.). Are o importanță ecologică prin faptul că participă la asanarea cursurilor de apă în care trăiește, împuținând substanțial larvele de tăuni (Tabanidae) și țânțari (Culicidae).